# Alberto Sordi
Pour les articles homonymes, voir Alberto et Sordi.
Alberto Sordi, né le 15 juin 1920 à Rome et mort le 24 février 2003 dans la même ville, est un acteur, comédien, réalisateur, scénariste, compositeur, chanteur et doubleur italien.
Ayant joué dans quelque 155 films dont 19 réalisés par ses soins, il est l'un des piliers de la comédie à l'italienne avec Marcello Mastroianni, Ugo Tognazzi, Nino Manfredi et Vittorio Gassman. En un demi-siècle de carrière, de la période de la guerre jusqu'à la toute fin du XXe siècle, Sordi a réussi à fournir une fidèle image de l'histoire des valeurs et des coutumes de l'Italien typique, observé à travers ses bassesses. En outre, à l'instar d'Aldo Fabrizi et d'Anna Magnani, il est aussi l'archétype du Romain dans le cinéma italien.

## Biographie

### Premières expériences

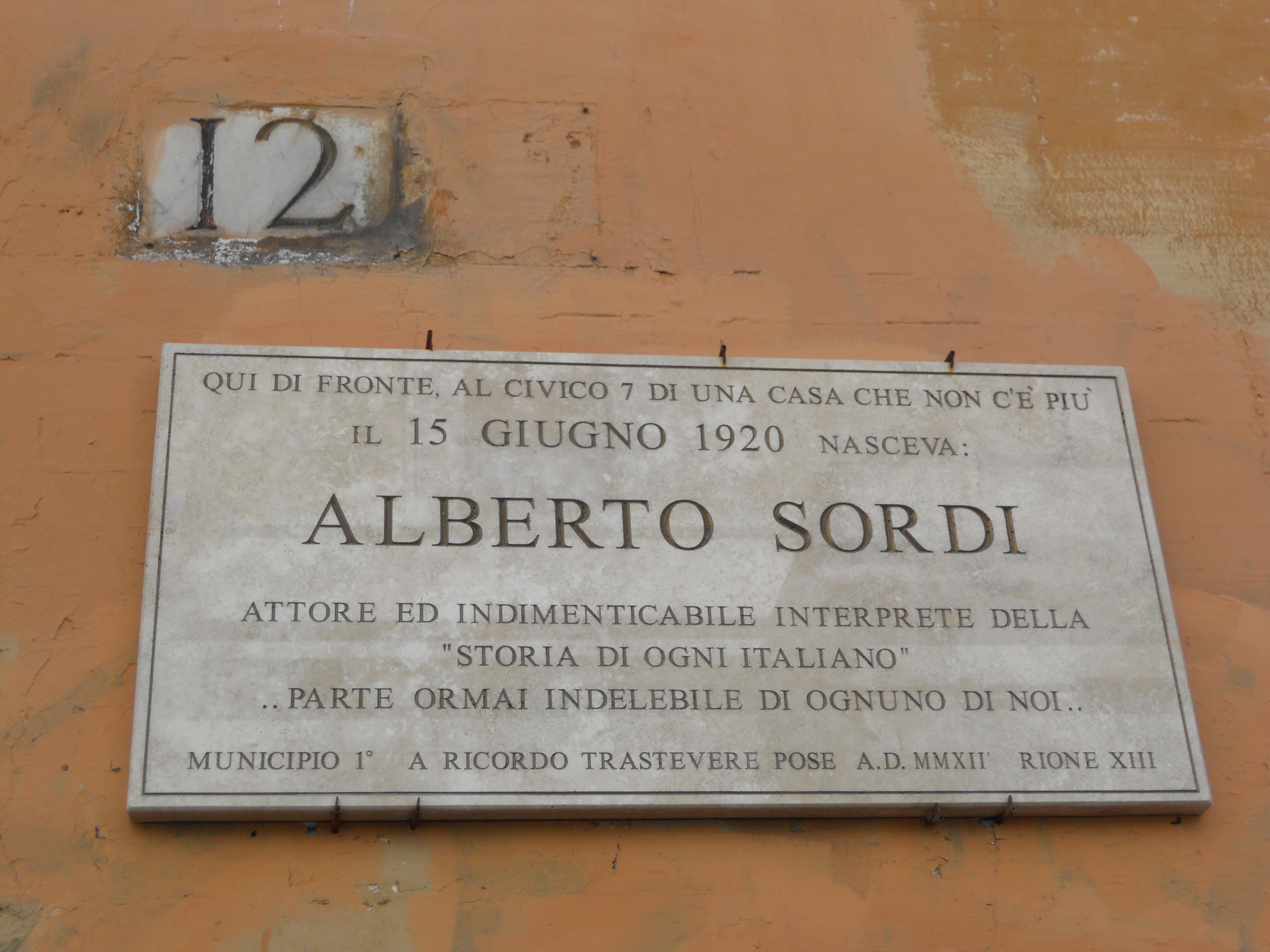
En 2012, une plaque commémorative en l'honneur d'Alberto Sordi a été posée aux frais d'un particulier sur son lieu de naissance dans le Trastevere.

Alberto Sordi naît le 15 juin 1920 à Via San Cosimato 7, dans le quartier du Trastevere. Le bâtiment dans lequel il vivait a été démoli en 1930 pour faire place à la construction du Palazzo delle Sacre Congregazioni Romane. Une plaque commémorative a été placée à l'emplacement d'origine. Il est le cadet de la famille, quatrième fils de Pietro Sordi (Valmontone, 14 mai 1897 - Rome, 4 juin 1941), professeur de musique et instrumentiste, titulaire du tuba contrebasse dans l'orchestre du Teatro dell'Opera de Rome, et de Maria Righetti (Sgurgola, 11 février 1898 - Rome, 29 février 1952), enseignante à l'école élémentaire. La famille comprend également sa sœur Savina (Rome, 1911 - Udine, 19 août 1972), son frère Giuseppe (Rome, 1915 - Livourne, 24 août 1990) et sa sœur Aurelia (Rome, 15 juillet 1917 - Rome, 12 octobre 2014), tandis que son troisième fils, également prénommé Alberto et surnommé « Albertino » par son frère cadet, est mort le 24 mai 1916 après seulement quelques jours de vie.
Il passe une partie de son enfance dans la petite ville de Valmontone, et fréquente l'école primaire Armando Diaz, où il commence à improviser de petites pièces avec un théâtre de marionnettes ; il chante également comme soprano dans la maîtrise de la chapelle Sixtine, dirigé par Don Lorenzo Perosi, jusqu'à la mue précoce de sa voix en basse, qui deviendra par la suite l'un de ses traits distinctifs. Il étudie le chant lyrique et se produit sur les scènes d'opéra pendant un certain temps dans sa jeunesse.
En 1936, il enregistre un disque de contes pour enfants pour la maison de disques Fonit et, avec les recettes, part pour Milan, où il s'inscrit à un cours d'art dramatique à l'Accademia dei filodrammatici. Pour partir vers le nord, il abandonne ses études à l'Istituto di Avviamento Commerciale Giulio Romano à Trastevere (il passera cependant son diplôme de comptable en tant qu'étudiant privé quelques années plus tard pour faire plaisir à sa mère). L'expérience est un échec et se termine par l'expulsion du jeune Sordi en raison de sa perceptible inflexion dialectale romaine.

### Figuration et doublage

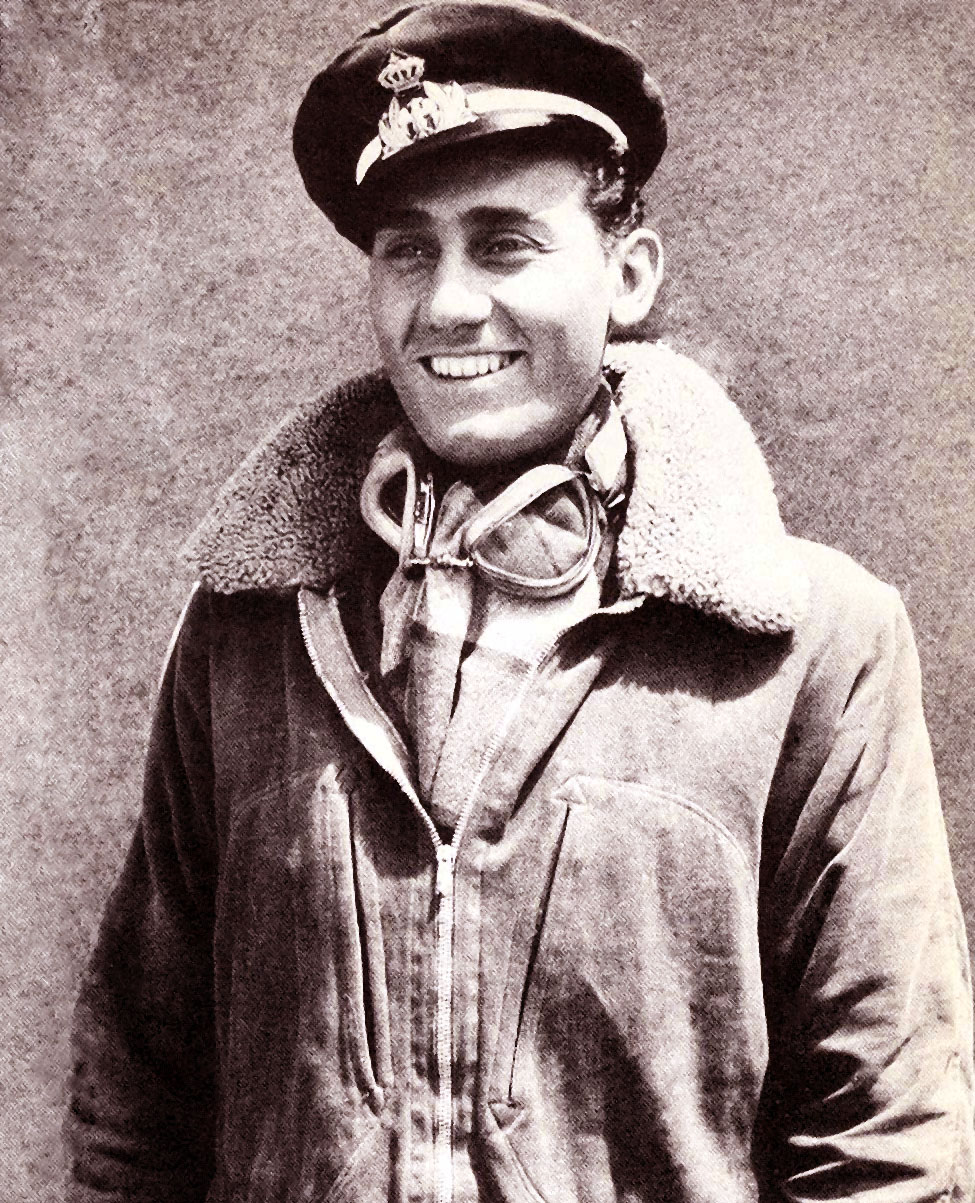
Alberto Sorti dans I tre aquilotti (1941).

De retour dans la capitale, il trouve un emploi de figurant à Cinecittà en 1937, apparaissant dans le film épique Scipion l'Africain dans le rôle d'un soldat romain. La même année, il remporte un concours organisé par Metro-Goldwyn-Mayer (MGM) pour doubler la voix d'Oliver Hardy (d'abord sous le pseudonyme d'« Albert Odisor »), aux côtés de Mauro Zambuto (it), qui prête sa voix à Stan Laurel. Comme Sordi l'a lui-même raconté dans l'émission télévisée Laurel & Hardy - Due teste senza cervello, il s'est présenté aux auditions sans aucune expérience spécifique du doublage et avec peu d'espoir de succès, étant donné la concurrence des professionnels établis dans le secteur ; C'est le directeur du doublage de la MGM, Franco Schirato, qui considère que son registre grave et son timbre de voix « chaud et moelleux » conviennent parfaitement à la taille considérable du personnage (bien que la voix de Hardy soit en fait dans le registre ténor) ; il est donc engagé sans tarder et débute dans le doublage de la comédie En dessous de zéro en 1939, suivi du long métrage Laurel et Hardy conscrits la même année.
Le 25 juin 1950, Sordi a l'occasion de rencontrer et de doubler Hardy en direct, caché derrière le rideau avec Mauro Zambuto, lors d'une tournée italienne de Laurel et Hardy à la Villa Aldobrandini à Rome, où un spectacle pour enfants avait été organisé,. En tant que doubleur, Sordi travaille jusqu'en 1956 ; outre de nombreux autres films de Laurel et Hardy, il prête sa voix, entre autres, à Bruce Bennett, Anthony Quinn, John Ireland, Robert Mitchum, Pedro Armendáriz et, pour les Italiens, à Franco Fabrizi et même à Marcello Mastroianni, dans le film Dimanche d'août, sorti en 1950.
Sa voix est également reconnaissable dans la version italienne des films La vie est belle (1946) de Frank Capra et Le Voleur de bicyclette (1948) de Vittorio De Sica, ainsi que dans le film Sa Majesté monsieur Dupont (1950) d'Alessandro Blasetti et dans I pinguini ci guardano (1956) (son dernier emploi en tant que doubleur), où les animaux du film parlent avec les voix d'acteurs célèbres. À deux reprises, cependant, il se retrouve doublé par un autre acteur : dans le film Cuori nella tormenta réalisé par Carlo Campogalliani en 1940, il est doublé par Gualtiero De Angelis (it), et dans le film Le Passeur, réalisé par Duilio Coletti en 1947, où il joue le rôle d'un brigand, c'est Carlo Romano qui lui prête sa voix.

### Le théâtre de revue, d'autres figurations et la guerre

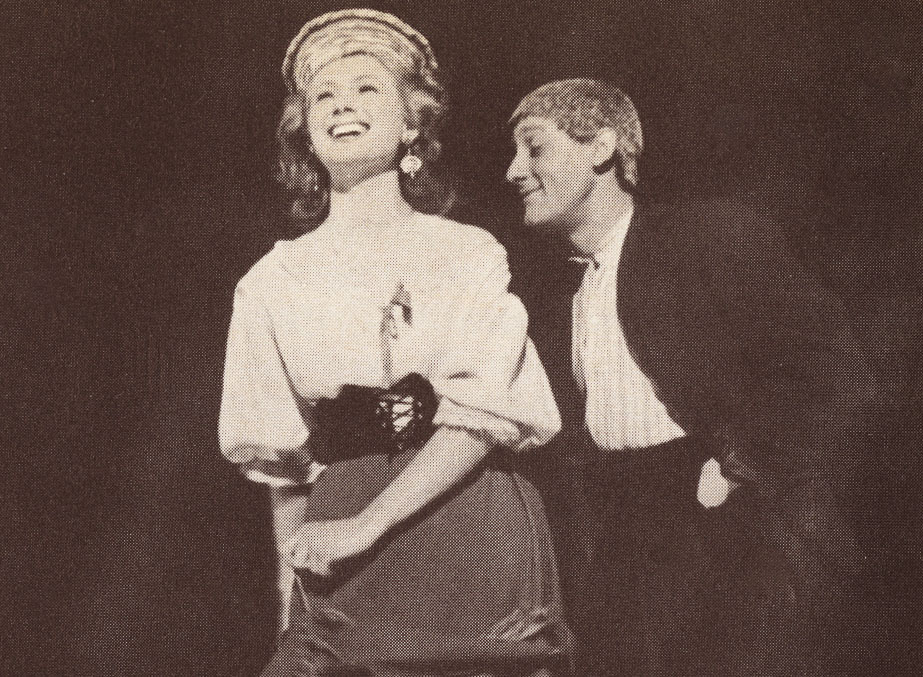
Olga Villi et Alberto Sordi dans la pièce Ritorna Za-Bum (1943).

Dans le domaine de la revue, après une tentative infructueuse avec la troupe d'Aldo Fabrizi et Anna Fougez lors de la saison 1936-1937 dans la pièce San Giovanni, il fait un nouvel essai lors de la saison suivante ; avec un ami d'enfance et un camarade d'école, il forme un duo d'imitateurs et de fantaisistes qui dure peu de temps, et il réussit enfin à faire ses débuts dans le théâtre de revue avec la troupe de Guido Riccioli (it) et Nanda Primavera lors de la saison 1938-1939 avec la pièce Ma in campagna è un'altra... rose. Dans ce spectacle, il a d'abord le rôle de Stilé (danseur en ligne), puis il est promu au rôle de majordome dans un sketch de Benini et Gori écrit spécialement pour lui.
En parallèle de ses activités théâtrales, il fait en dilettante d'autres apparitions au cinéma pendant cette période : en 1938 dans le film Tarakanowa avec Anna Magnani, et l'année suivante dans La notte delle beffe.
En 1940, Sordi est appelé sous les drapeaux ; il porte l'uniforme de l'Armée royale et sert avec la fanfare présidentielle Torino du 81e régiment d'infanterie, accompagnant les départs des soldats italiens pour la brève campagne de France. Son service militaire lui laisse cependant suffisamment de temps libre pour poursuivre sa carrière artistique. C'est à partir de cette période (saison 1941-1942) qu'il participe à Tutto l'oro del mondo avec la compagnie de Guido Fineschi et Maria Donati, Teatro della caricatura (1942) aux côtés de Fanfulla, Ritorna Za-Bum (1943) et Sai che ti dico? (1944) tous deux écrits par Marcello Marchesi et mis en scène par Mario Mattoli, à la revue musicale Un mondo di armonie d'Alberto Semprini (1944), Imputati... alziamoci! de Michele Galdieri (1945), Soffia so'.... de Garinei et Giovannini (1946), E lui dice... de Benecoste, mis en scène par Oreste Biancoli et Adolfo Celi (1947), et enfin, lors de la saison 1952-1953, Gran baraonda ; c'est sa dernière apparition sur scène, aux côtés de Wanda Osiris, qu'il dirigera plus tard, en 1973, dans une scène de Poussière d'étoiles (1973), un film se déroulant dans le monde de la revue.

### La radio

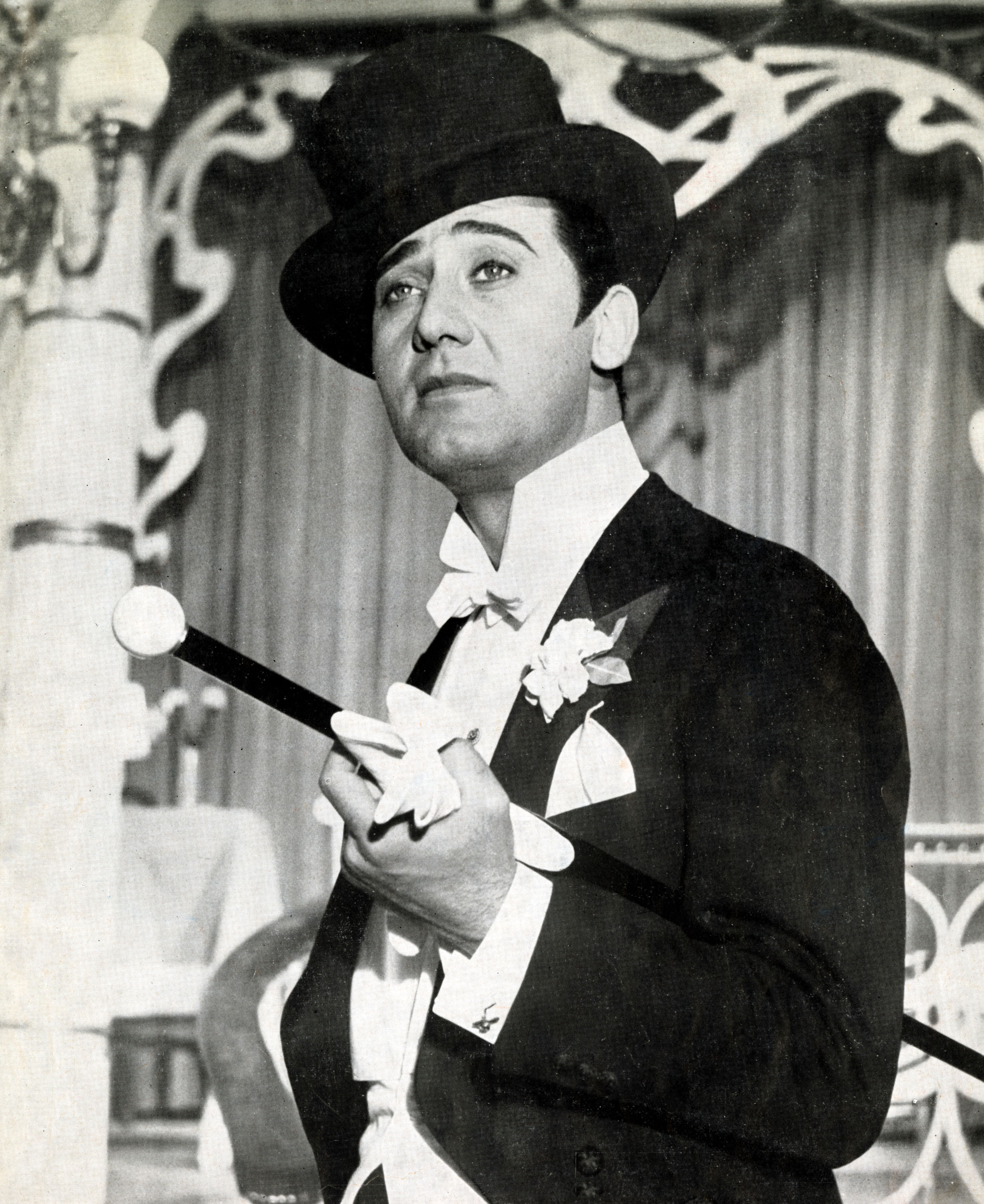
Alberto Sordi dans Gastone (1960).

C'est à la radio, entre 1946 et 1953, qu'il commence à se faire connaître. En 1946, inspiré par les milieux de l'Action catholique, il conçoit sa satire des personnages de I compagnucci della parrocchietta, avec leur langage nasal caractéristique et leur attitude « correcte ». L'un de ces personnages plaît tellement à Vittorio De Sica qu'il propose à Sordi de l'adapter au cinéma dans Mamma mia che impressione! (1951), son premier film en tant que protagoniste, par l'intermédiaire de la P.F.C. (Produzione Film Comici) nouvellement créée. Le film, scénarisé par Cesare Zavattini et réalisé par Roberto Savarese, bien qu'adapté du modèle de jeu entièrement verbal expérimenté à la radio, contribue à la consolidation du personnage, reproposé par la suite dans d'autres œuvres mineures.

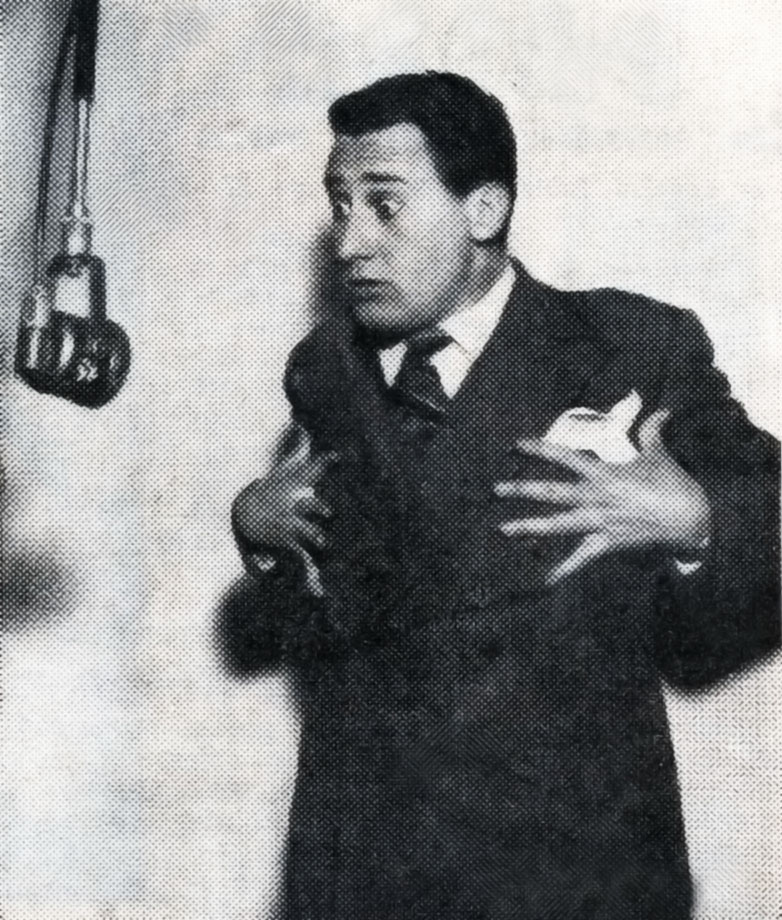
Alberto Sordi dans les studios de Radio Rai en 1950.

C'est à cette époque qu'il participe à diverses émissions (certains présentés par Corrado), qui le lancent à la radio : Oplà (1947), Vi parla Alberto Sordi (1948-1950) et Rosso e nero (1951). Il y crée d'autres personnages comme Signor Dice en collaboration avec Fiorenzo Fiorentini et Ettore Scola, le Conte Claro et Mario Pio. Ce dernier personnage est également présenté au cinéma dans le premier film de Mauro Bolognini, Une fille formidable (1953), ainsi qu'à la radio, pendant la saison 1968-1969, dans l'émission Gran varietà ; il est également repris par Alighiero Noschese, en 1970, dans l'émission satirique Doppia coppia.
En 1947, il rend également hommage au média radiophonique avec le film Il vento m'ha cantato una canzone réalisé par Camillo Mastrocinque, aux côtés de Loris Gizzi, Galeazzo Benti et Laura Solari, récemment ressorti de l'oubli dans une édition DVD ; il y incarne l'ami d'une chanteuse qui veut se faire connaître en Italie dans un feuilleton radiophonique parrainé par une radio privée italienne fictive, Radio Sibilla.
Hormis la reprise de personnages connus dans Gran varietà à la fin des années 1960, sa dernière expérience radiophonique avant que le cinéma ne devienne prépondérant dans sa carrière est Il teatrino d'Alberto Sordi, diffusé pendant quelques mois seulement sur Secondo Programma entre 1952 et 1953.
Certaines de ses chansons, ou plutôt de ses « rythmes », sont également nées à la radio.

### Les premières expériences cinématographiques

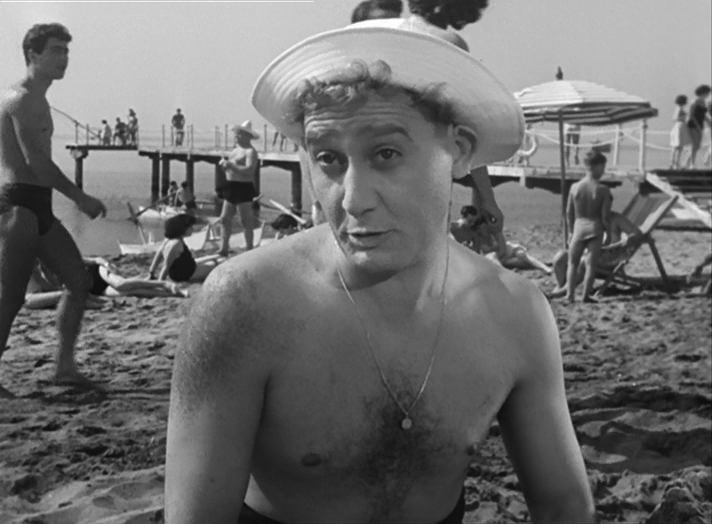
Dans Mamma mia che impressione! (1951).

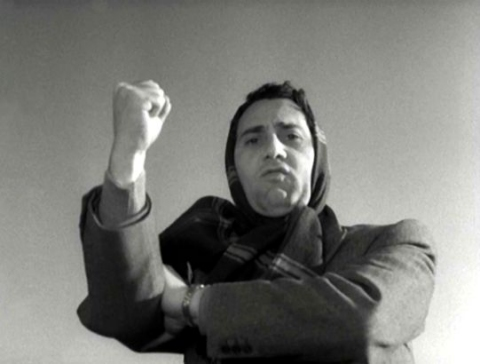
Dans Les Vitelloni (1953).

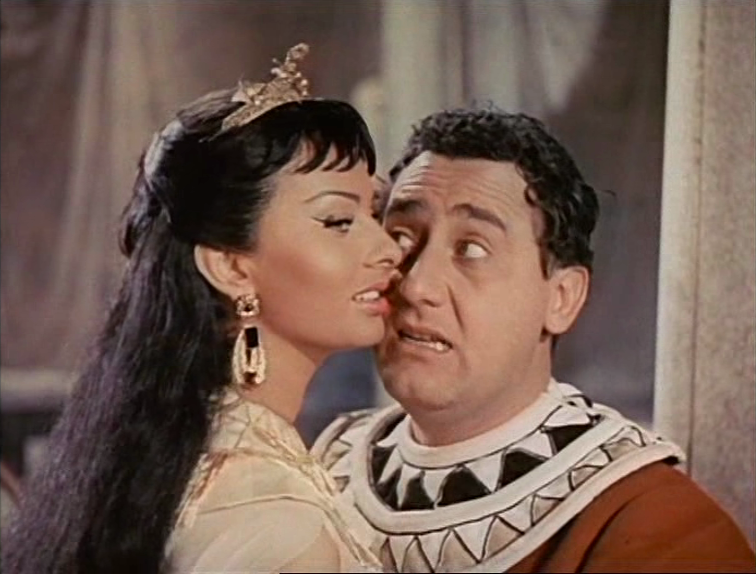
Avec Sophia Loren dans Deux Nuits avec Cléopâtre (1953).

Au cinéma, pendant plus de dix ans, il joue des petits rôles dans une vingtaine de films, notamment dans I tre aquilotti de Mario Mattoli et L'Innocent Casimir de Carlo Campogalliani ; il a également l'occasion de travailler avec l'acteur génois Gilberto Govi et le jeune Walter Chiari dans le rôle d'un impresario argentin dans le film Che tempi!, version cinématographique de la comédie théâtrale Pignasecca e Pignaverde d'Emerico Valentinetti.
L'un de ces films méconnus est L'Assassin de la rue Paradis, réalisé en 1953 par Giorgio Bianchi, dans lequel Sordi joue le rôle d'un voisin pétulant à l'excès et très gênant pour un modeste employé (Peppino De Filippo), tout à sa recherche d'une aventure galante avec une belle femme. Le film, que l'on croyait perdu, a été redécouvert en juin 2003 par la Cinémathèque de Bologne (dans une copie incomplète éditée ensuite en DVD).

### Popularisation au cinéma
Entre 1953 et 1955, la popularité de Sordi atteint le grand écran ; après le maigre succès public du Cheik blanc, réalisé par Federico Fellini en 1952, son second rôle dans le film Les Vitelloni, toujours réalisé par Fellini l'année suivante, puis avec certains films de Steno, connaît un plus grand succès : Les Gaîtés de la correctionnelle (1953), Un Américain à Rome (1954) et Piccola posta (1955), où se dessine le personnage du jeune lâche, profiteur, indolent et tire-au-flanc, puéril et je-m'en-foutiste qui l'accompagnera tout au long des années 1950. Son succès et sa popularité auprès du grand public commencent en effet par l'interprétation du personnage de Ferdinando Mericoni, dit « Nando », un jeune Romain bavard obsédé par le mythe de l'Amérique dans Les Gaîtés de la correctionnelle.

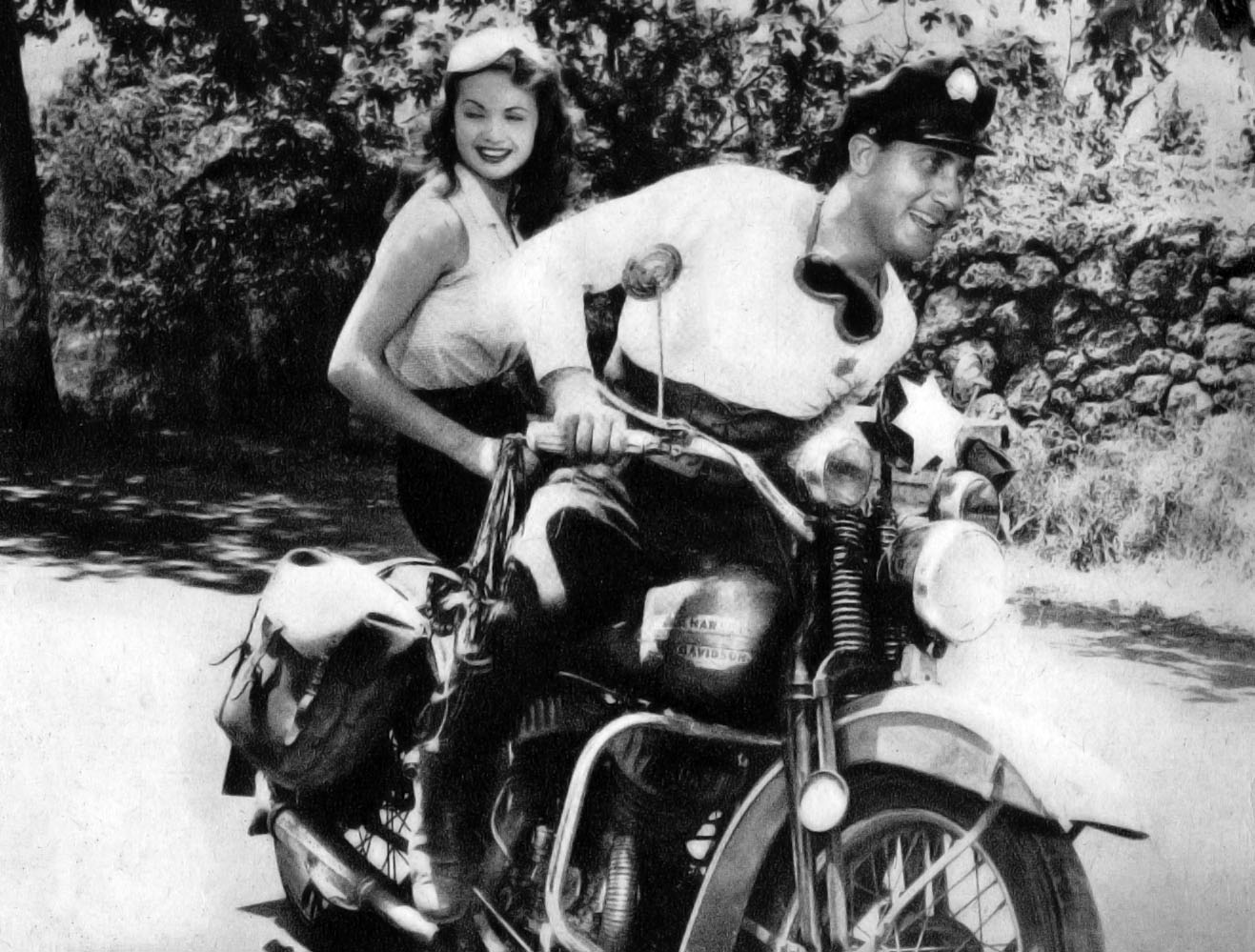
Avec Maria-Pia Casilio sur une Harley-Davidson dans Un Américain à Rome (1954).

Le succès est tel que le personnage est développé et reproposé dans Un Américain à Rome, son premier film en tant que protagoniste avec un nombre d'entrées substantiel (2 903 587 entrées, ce qui le place dans les 20 premiers films du box-office Italie 1954-1955) et, bien des années plus tard, dans l'épisode Il Fuoco du film Di che segno sei? (1975) de Sergio Corbucci, dans lequel un Nando âgé joue le garde du corps d'un industriel milliardaire. La popularité du personnage du film dépasse même les frontières nationales et lui vaut d'être invité à Kansas City (une réplique culte de Moriconi) en 1955, où, accueilli avec tous les honneurs et en présence du président Eisenhower, il est fait citoyen d'honneur et gouverneur honoraire du salon de bétail American Royal (en).
La renommée de Sordi grandit, malgré quelques controverses. Les loueurs du film avaient demandé que son nom n'apparaisse pas sur les affiches des Vitelloni en raison de son prétendu manque de popularité auprès du public (également parce que Le Cheik blanc s'est avéré être un échec critique), mais la confiance de Fellini dans les capacités de Sordi a assuré que le personnage mélancolique et cynique d'Alberto dans Les Vitelloni lui garantirait un succès durable ; Sordi se retrouve dès lors à jouer sans interruption, cumulant jusqu'à 10 films par an.
Une fois entré dans le monde du cinéma, il ne néglige pas sa vocation musicale : en 1956, il tourne dans une comédie intitulée Mi permette, babbo! qui raconte les vicissitudes turbulentes d'un étudiant en chant gâté et vaniteux, soutenu par son beau-père exaspéré (joué par Aldo Fabrizi), qui aspire à monter sur la scène de l'opéra. Le film met également en scène des chanteurs d'opéra célèbres de l'époque, dont la basse siennoise Giulio Neri.
En 1957, Sordi s'inscrit à la Société italienne des auteurs et éditeurs (SIAE) en tant que joueur de mandoline, un instrument qu'il connaît grâce à son passé militaire. Il obtient la qualification de « Compositore melodista ».

### Sordi ou la figure de l'Italien moyen

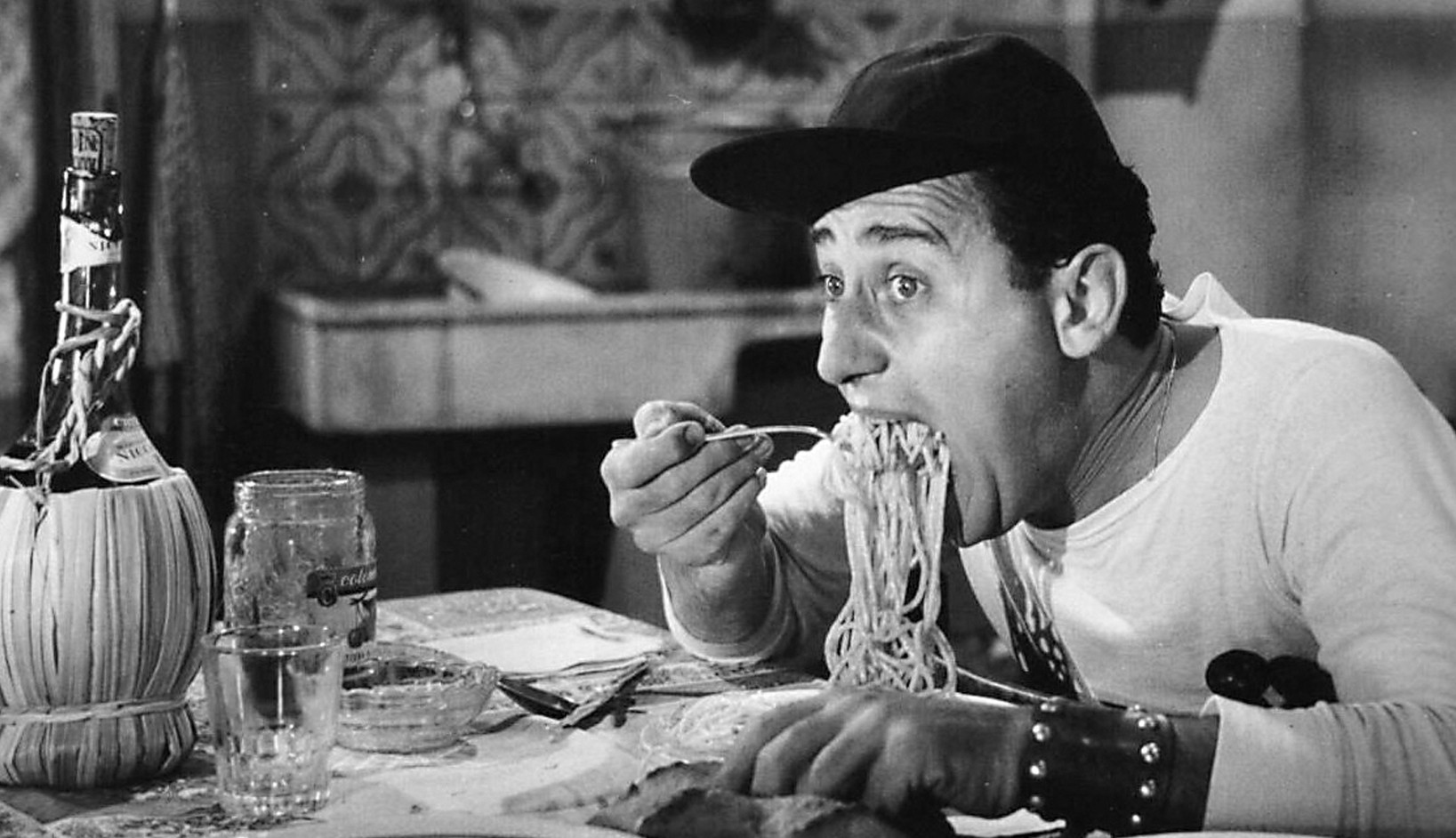
Ingurgitant des spaghetti dans Un Américain à Rome (1954).

Avec l'avènement de la comédie à l'italienne, il a créé une multitude de personnages que la critique a identifiés comme étant assimilables à l'Italien moyen, collaborant souvent aussi au scénario des films dans lesquels il jouait.
Les personnages de Sordi présentent des caractéristiques récurrentes : ils ont tendance à être autoritaires avec les faibles et serviles avec les puissants, auprès desquels ils tentent de mendier des privilèges. Selon certains, proposer des personnages de ce type constituerait un « mauvais exemple », amènerait en effet certains spectateurs qui n'auraient pas eu le courage d'assumer leur propre médiocrité, à avoir un alibi et même un exemple à suivre, en se sentant représentés et légitimés.

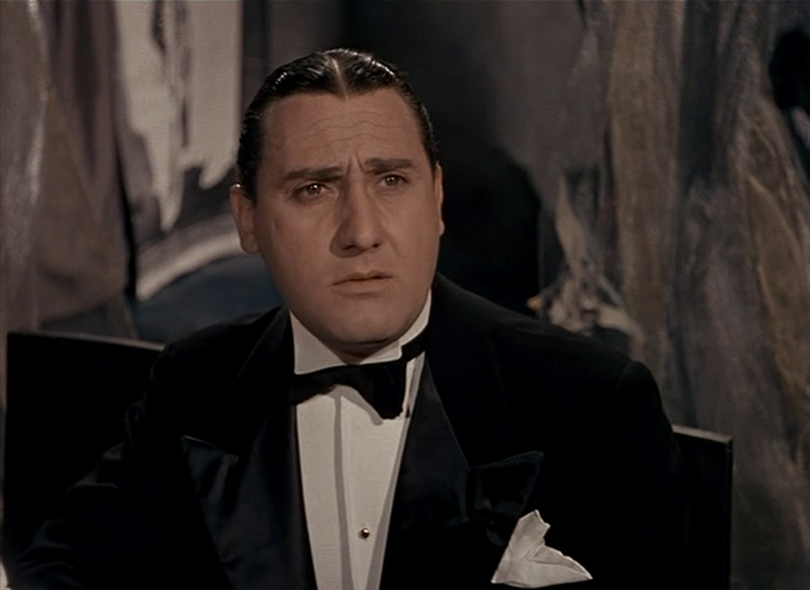
Dans Amours d'une moitié de siècle (1954).

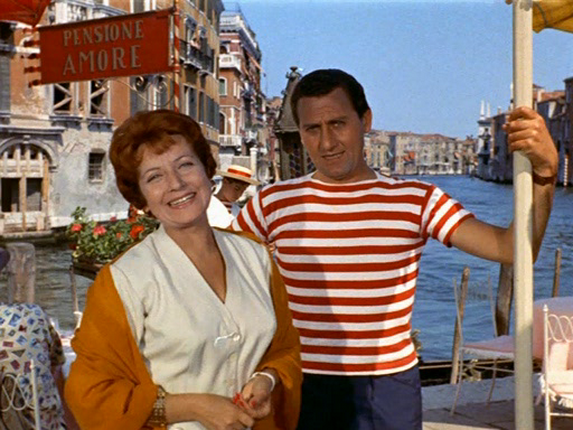
Avec Anna Campori dans Venise, la Lune et toi (1958).

Parmi les nombreux rôles qu'il a joués au cours de cette période, certains sont considérés comme des exemples significatifs de la comédie à l'italienne : l'instituteur suppléant Impallato, qui découvre par hasard un élève prodige en chant lyrique et l'exploite pour obtenir reconnaissance et richesse dans Bravissimo de Luigi Filippo D'Amico (1955), le brocanteur Peppino dans Fortunella d'Eduardo De Filippo (1958), le gondolier rival en amour de Nino Manfredi dans Venise, la Lune et toi de Dino Risi (1958), le mari harcelé par sa femme et criblé de dettes dans Le Veuf, toujours sous la direction de Dino Risi et avec Franca Valeri (1959), le membre d'une commission de censure qui juge impitoyablement les affiches et les films érotiques mais qui, en privé, recrute des danseuses de boîte de nuit à des fins libidineuses dans Le Moraliste de Giorgio Bianchi (1959).

### Le tournant des années 1960
À partir de La Grande Guerre de Mario Monicelli en 1959 (où il incarne un soldat indolent et peu coopératif, contraint malgré lui de mourir en héros), il se distingue comme un interprète polyvalent, s'engageant également dans des rôles dramatiques.

Avec Vittorio Gassman et Silvana Mangano sur le plateau de La Grande Guerre (1959).

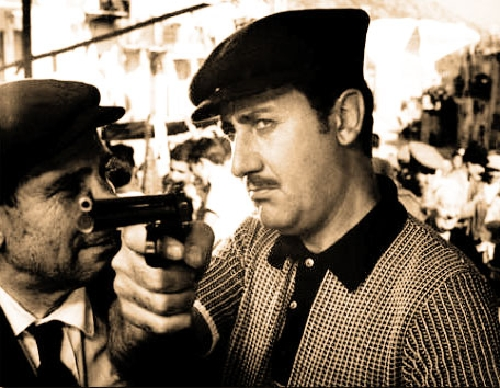
Dans Mafioso (1962).

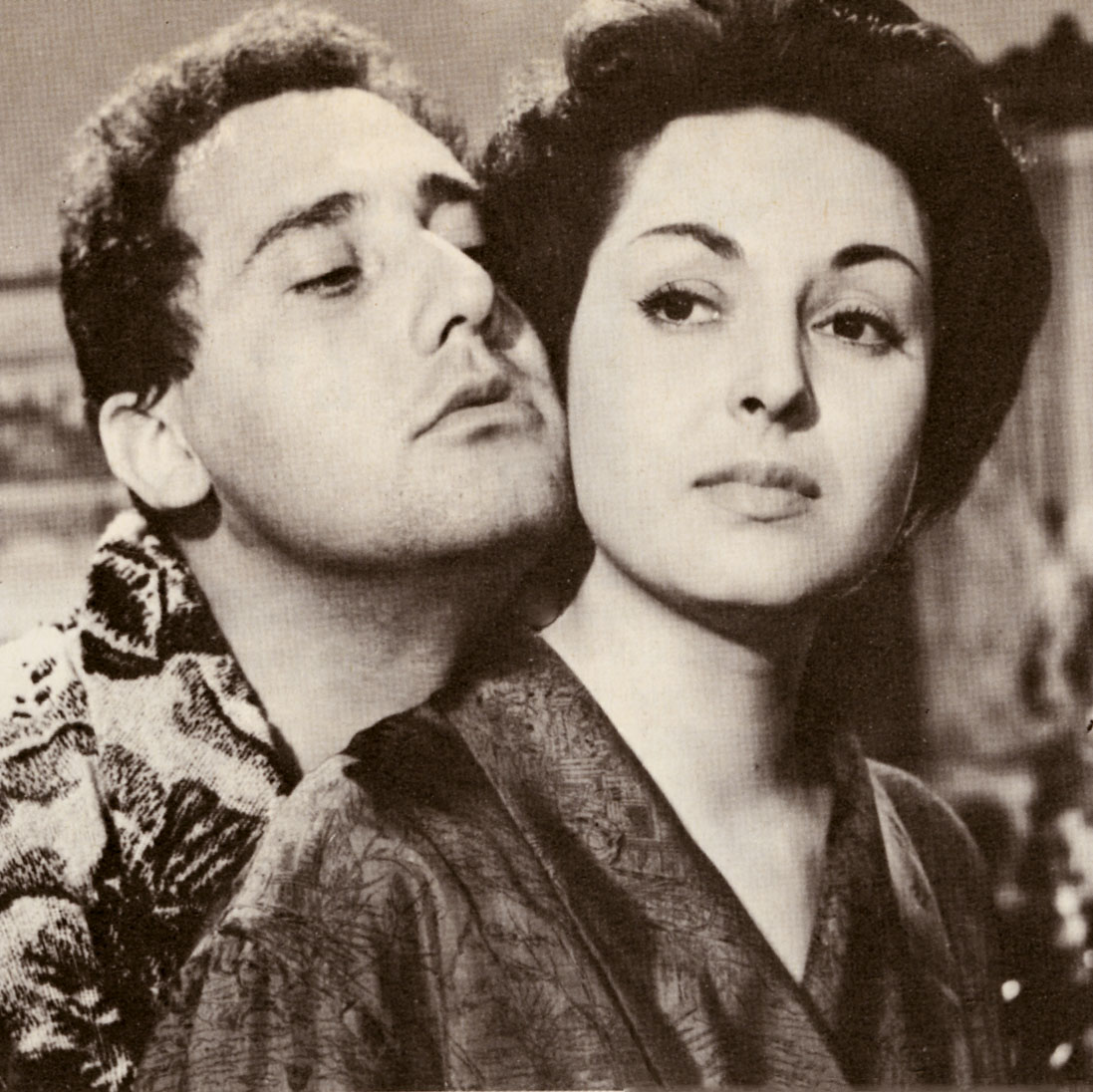
Avec Lea Padovani dans Le Séducteur (1954).

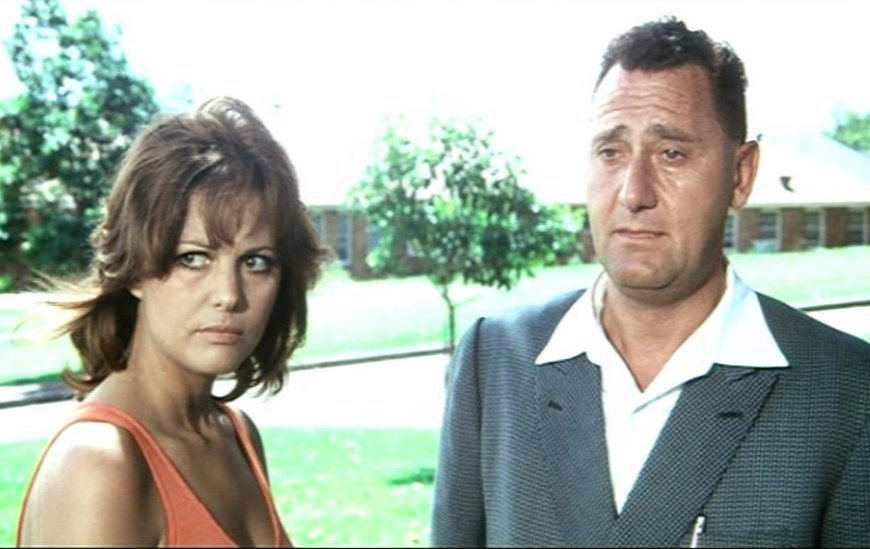
Avec Claudia Cardinale dans Bello, onesto, emigrato Australia sposerebbe compaesana illibata (1971).

Parmi les rôles les plus importants qu'il interprète au cours de cette décennie, citons le lieutenant Innocenzi dans La Grande Pagaille de Luigi Comencini (1960), le policier inflexible contraint de capituler devant l'homme puissant du moment dans L'Agent de Luigi Zampa (1960), le journaliste Silvio Magnozzi dans Une vie difficile de Dino Risi (1961), le petit entrepreneur criblé de dettes prêt à vendre son œil pour rééquilibrer ses finances et satisfaire une épouse trop exigeante dans Il boom (1963) de Vittorio De Sica, le jeune médecin prêt à toutes les compromissions pour faire avancer sa carrière, jusqu'à devenir médecin-chef d'une clinique de luxe dans le diptyque Le Gynéco de la mutuelle de Luigi Zampa (1968) et Il prof. dott. Guido Tersilli primario della clinica Villa Celeste convenzionata con le mutue de Luciano Salce (1969), l'éditeur qui part à la recherche de son beau-frère disparu en Afrique dans Nos héros réussiront-ils à retrouver leur ami mystérieusement disparu en Afrique ? d'Ettore Scola (1968).
À l'orée de la décennie, il est membre du jury du Festival international du film de Moscou 1969.
Parmi les personnages des années 1970, citons le géomètre emprisonné sans raison pendant ses vacances dans Détenu en attente de jugement (1971) de Nanni Loy (ce rôle lui a valu l'Ours d'argent à la Berlinale 1972), l'émigrant décontracté dans Bello, onesto, emigrato Australia sposerebbe compaesana illibata (1971), le chef-d'œuvre de Luigi Zampa où il joue face à Claudia Cardinale, et le garçon de bidonville qui, une fois par an, organise avec sa femme (Silvana Mangano) d'interminables parties de cartes dans la luxueuse villa d'une dame riche et excentrique avec sa secrétaire et son ex-amant (joués par Bette Davis et Joseph Cotten) dans L'Argent de la vieille (1972) de Luigi Comencini, jusqu'au rôle tragique qu'il joue dans Un bourgeois tout petit petit (1977) de Mario Monicelli, généralement considéré comme l'apogée de son talent d'acteur
Il s'attaque également à des adaptations cinématographiques libres des pièces de Molière (Le Malade imaginaire en 1979 et L'Avare en 1990, tous deux mis en scène par Tonino Cervi) et à Le Roman d'un jeune homme pauvre, mis en scène en 1995 par Ettore Scola, qui, en 2003, après sa mort, lui dédie le film Gente di Roma. Titulaire de cinq Rubans d'argent, de sept David di Donatello et de nombreux autres prix mineurs, il obtient en 1995 le Lion d'or pour l'ensemble de sa carrière à la Mostra de Venise.

### Passage à la réalisation
Alberto Sordi a réalisé 19 films au total, à partir de 1966, année au cours de laquelle il en a tourné deux : Fumo di Londra, basé sur les défauts comportementaux et sociaux d'un Italien voyageant à l'étranger (un thème déjà abordé par Gian Luigi Polidoro dans plusieurs de ses films, dont L'Amour à la suédoise avec Sordi lui-même, où il a également commencé à percer dans la réalisation, puisque le film était presque entièrement improvisé) et Scusi, lei è favorevole o contrario? portrait d'un riche négociant en textile, séparé de sa femme, ayant autant de maîtresses à entretenir qu'il y a de jours dans la semaine, dans une Italie secouée par la polémique sur l'éventuelle légalisation du divorce.
Il a réalisé trois films avec Monica Vitti en plus de lui-même : Amore mio aiutami (1969), Poussière d'étoiles (1973) et Je sais que tu sais (1982). Parmi les autres œuvres réalisées derrière la caméra, citons Un Italien en Amérique, avec Vittorio De Sica (1967), Tant qu'il y a de la guerre, il y a de l'espoir (1974) et l'épisode Des vacances intelligentes du film à sketches Où es-tu allé en vacances ? (1978).

### Les derniers films

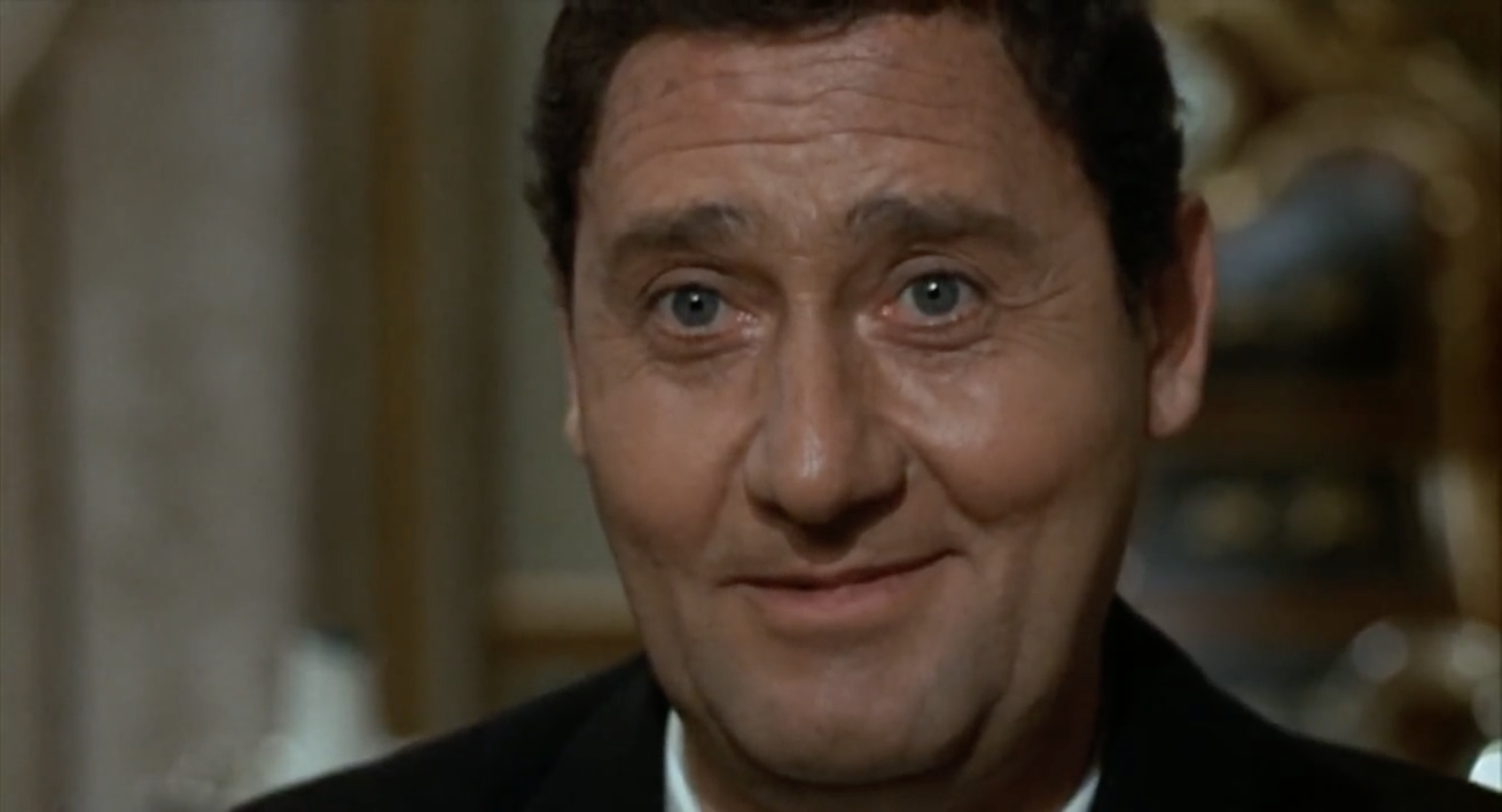
Dans L'Argent de la vieille (1972).

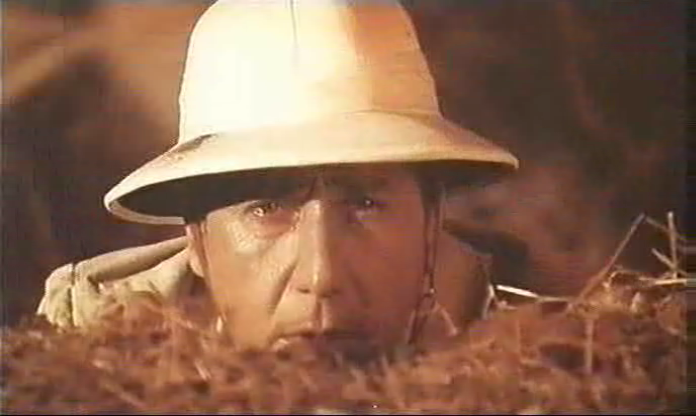
Dans Tant qu'il y a de la guerre, il y a de l'espoir (1974).

Les films tournés dans la dernière phase de sa carrière, à partir des années 1980 (qu'il inaugure avec le film, interprété et réalisé par lui-même, Moi et Catherine, 1980), sont de moindre profondeur : un déclin en partie conditionné par l'étiolement général du genre de la comédie à l'italienne, mais aussi dû à une certaine tendance de Sordi lui-même à re-proposer un type de personnage dans ces années-là, qui était alors daté et n'était plus très original,. Cependant, les succès publics et critiques ne manquent pas, comme dans la comédie historique Le Marquis s'amuse de Mario Monicelli (1981), dans laquelle Sordi joue le double rôle d'un noble romain adepte des farces et d'un roturier carbonariste qui est son sosie.
De cette période datent également le diptyque de films, également réalisés, Il tassinaro (1983) (dans lequel apparaissent Giulio Andreotti, Silvana Pampanini et Federico Fellini, jouant leur propre rôle) et Un tassinaro a New York (1987). Il a également travaillé avec Carlo Verdone (considéré par certains comme son héritier naturel, bien que poursuivant des styles et des thèmes très différents) dans les films In viaggio con papà, réalisé par Sordi (1982) et Troppo forte, réalisé par Verdone (1986). Le rôle d'un juge incorruptible et sans scrupules dans le film Tutti dentro (1984), qu'il a lui-même réalisé, est également significatif. Le thème central de ce film, qui anticipe l'opération Mains propres, est celui de la corruption politique rampante et de l'exposition médiatique de la magistrature.
Parmi ses derniers films, Sordi appréciait particulièrement, comme il l'a dit dans des interviews, Nestore, l'ultima corsa (1994), où il joue un cocher qui ne s'est pas encore résigné à emmener son cheval à l'abattoir. Le dernier film qu'il a réalisé est Incontri proibiti (1998) aux côtés de Valeria Marini, présenté à nouveau en 2002 avec un montage différent et un autre titre, Sposami papà.

### Chansons et télévision
Il convient de mentionner les fructueuses associations artistiques avec les scénaristes Rodolfo Sonego, avec qui il travaille sur 44 films à partir de 1954 (Le Séducteur de Franco Rossi est son premier film) et Piero De Bernardi. Il collabore aussi assidûment avec le compositeur Piero Piccioni, qui signe plusieurs des bandes originales de ses films les plus célèbres, ainsi que certaines de ses chansons irrévérencieuses et espiègles.
Connu du grand public sous le surnom d'« Albertone », il a participé à de nombreuses émissions de télévision (dont Studio Uno, animée par la chanteuse Mina, en 1966).
La production de l'émission Storia di un italiano (it), en quatre éditions, a également contribué à sa popularité à la télévision : à travers une sélection thématique d'extraits de ses nombreux films, la figure d'un certain Italien moyen était présentée, avec ses mérites et ses défauts.

### Dernières apparitions

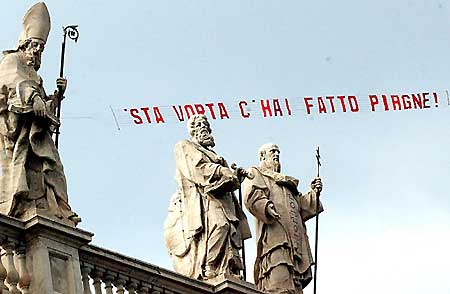
Message affiché au-dessus de la Piazza San Giovanni lors des funérailles de Sordi : 'sta vorta c'hai fatto piagne (« Cette fois, tu nous as fait pleurer »).

Sordi tombe malade d'un cancer du poumon en 2001 et, à partir de cette date, ses sorties publiques se font plus rares. L'une de ses dernières apparitions à la télévision a lieu le 18 décembre 2001, dans l'émission Porta a Porta animée par Bruno Vespa et qui lui est entièrement consacrée, où on lui montre la Harley-Davidson 750cc WLA de 1942, le modèle original utilisé dans les scènes du film Un Américain à Rome,. En 2002, il reçoit deux diplômes honorifiques, l'un en mars de l'IULM de Milan et l'autre le mois suivant de l'université de Salerne, et assiste aux deux cérémonies. En juillet de la même année, il participe à nouveau à l'émission Italiani nel mondo présentée par Pippo Baudo, sa dernière apparition publique. Le 17 décembre 2002, il devait participer à une soirée en son honneur au théâtre Ambra Jovinelli de Rome, mais il a dû y renoncer en raison de l'aggravation de son état de santé, se contentant d'apparaître dans une vidéo tournée dans son studio et projeté pour le public du théâtre. Il s'agit de sa dernière apparition sur un écran.

### Mort

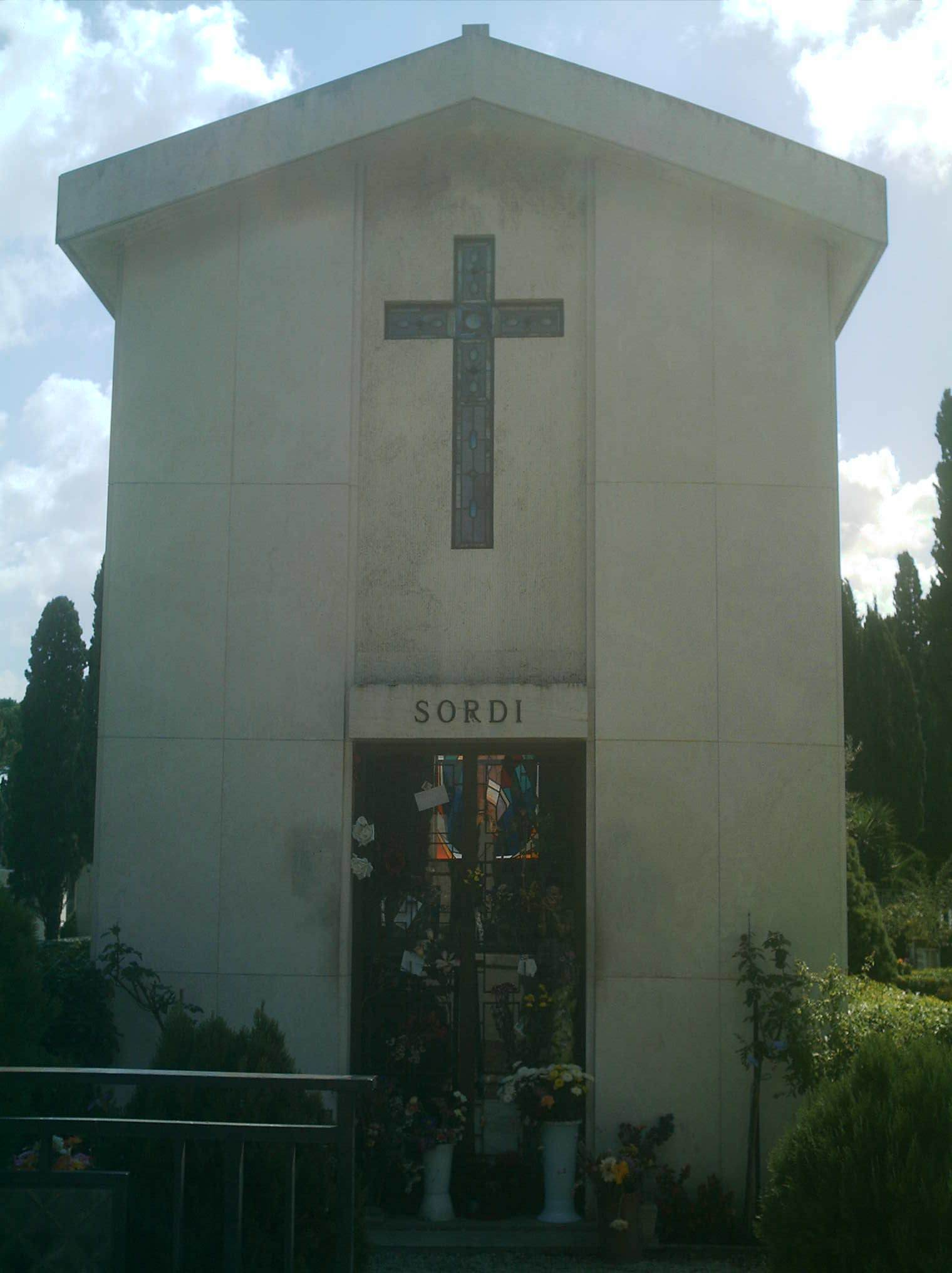
Le caveau familial d'Alberto Sordi dans le cimetière de Verano.

Il meurt à son domicile de Rome dans la soirée du 24 février 2003, à l'âge de 82 ans, victime pendant toute la saison hivernale d'une pneumonie et d'une bronchite ; son corps est ensuite embaumé et transféré au Palais sénatorial sur le Capitole, dans la Sala Giulio Cesare, où il reçoit pendant deux jours l'hommage du peuple, dont de nombreuses personnalités du cinéma et de la politique italienne ; le 27 février, des funérailles solennelles sont célébrées dans la Basilique Saint-Jean-de-Latran, en présence de plus de 250 000 personnes, ; après la cérémonie funéraire, le cercueil est enterré dans la chapelle familiale du cimetière communal monumental de Campo Verano à Rome, où, sur une pierre tombale en forme de parchemin, est gravée l'épitaphe suivante : « Sor Marchese, è l'ora » (litt. « Monsieur le Marquis, il est temps »), une réplique tirée de l'un de ses films les plus célèbres, Le Marquis s'amuse.
Les paroles du réalisateur Mario Monicelli prononcées à la mort de l'acteur mettent en lumière les traits d'un des plus grands artistes du cinéma italien :
« È stato l’attore più grande, ma è soprattutto stato uno straordinario autore, l’artefice del suo personaggio con cui ha attraversato più di 50 anni di storia italiana. Da regista dico che era straordinariamente facile lavorare con Sordi proprio perché era un grandissimo; bastavano poche occhiate e ci si capiva sul tono da dare alla sua interpretazione e quindi al film. È stato un comico capace di contraddire tutte le regole del comico. »
« Ce fut le plus grand acteur, mais il fut surtout un auteur extraordinaire, le créateur du personnage avec lequel il a traversé plus de 50 ans de l'histoire italienne. En tant que réalisateur, je dis qu'il était extrêmement facile de travailler avec Sordi, parce qu'il était justement le plus grand. Il suffisait de quelques échanges de regards et il comprenait le ton à donner à son interprétation et donc au film. Il a été un comique capable de contrevenir à toutes les règles du comique. »

## Vie privée
Malgré son image publique extravertie et sa personnalité débordante, Sordi a toujours gardé une extrême réserve sur sa vie privée, dont on connaît peu de détails. Catholique pratiquant, il n'a pas eu d'enfant et ne s'est jamais marié, et en dehors des nombreuses relations réelles ou supposées que lui attribuent les journaux à sensation (entre autres, avec Katia Ricciarelli, Patrizia De Blanck (it), Silvana Mangano, Shirley MacLaine, Uta Franz et avec la princesse Soraya Esfandiari Bakhtiari), la seule relation amoureuse établie est celle qu'il a eue avec Andreina Pagnani, de près de quatorze ans son aînée, et qui a duré neuf ans,. Ils se sont rencontrés en 1941 lors du doublage du film Le Jardin d'Allah, pour lequel ils ont tous deux travaillé (Pagnani prêtant sa voix à Marlene Dietrich). Lorsqu'on lui demandait pourquoi il ne s'était jamais marié, il répondait avec l'une de ses phrases fétiches : « Che mi metto un'estranea in casa? », (litt. « Qu'est-ce que je ferai d'une étrangère à la maison ? »), tout en expliquant dans des interviews que son dévouement absolu à son métier ne lui permettait pas de consacrer le temps et l'engagement nécessaires à la vie familiale.

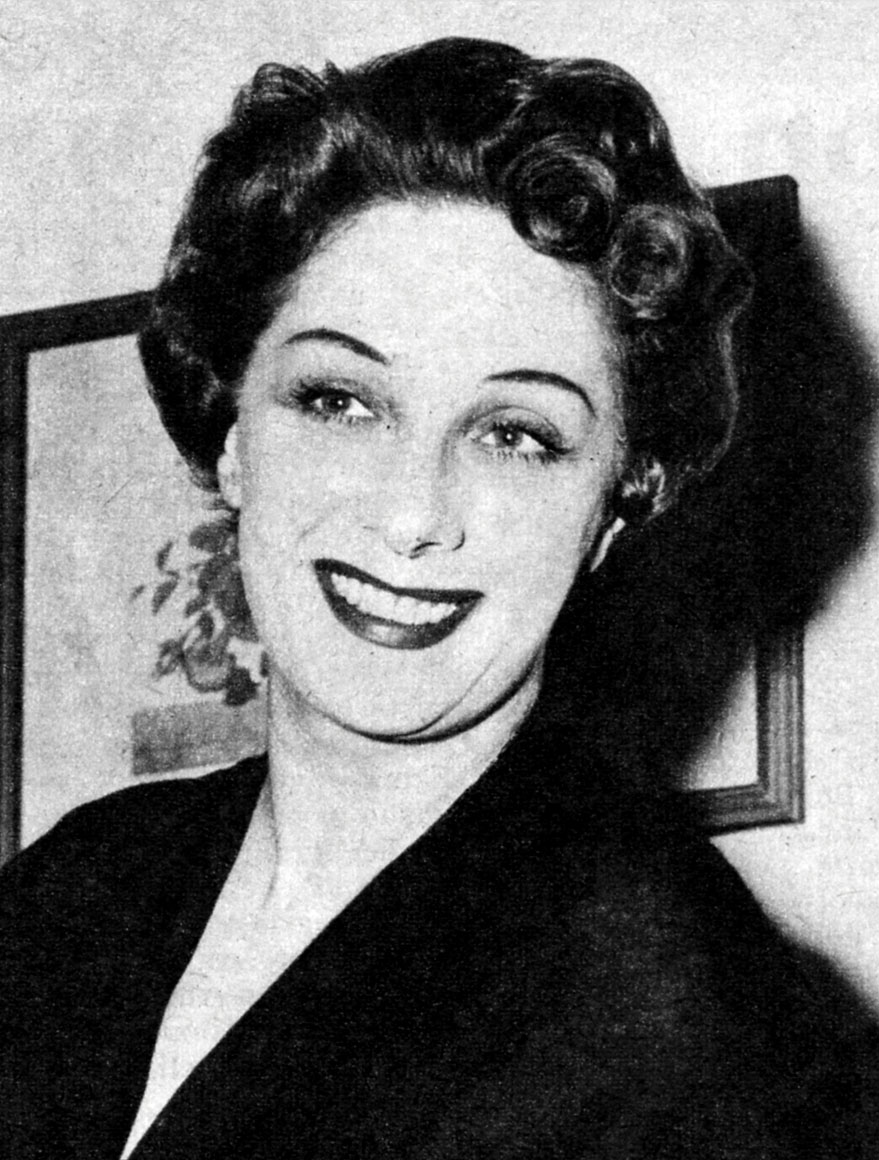
Andreina Pagnani (ici en 1963), la seule liaison amoureuse établie d'Alberto Sordi (entre 1941 et 1950).

A l'exception d'un séjour à Milan pour fréquenter l'Accademia dei filodrammatici, Alberto Sordi a toujours vécu à Rome. Il a vécu de sa naissance à 1930 dans la Via San Cosimato 7 ; après la démolition de l'immeuble d'origine pour la construction du Sacre Congregazioni, il a déménagé dans un appartement de la Via Venezia ; plus tard, à la mort de son père en 1941, il s'installe dans un appartement de Via dei Pettinari et, de 1958 à sa mort, dans une villa de Via della Ferratella in Laterano (aujourd'hui Via Druso), près des thermes de Caracalla, construite en 1932 par Alessandro Chiavolini (it), longtemps secrétaire particulier de Benito Mussolini. Il y vit avec ses sœurs et son frère, son administrateur, et avec sa secrétaire Annunziata Sgreccia, qui, après sa mort, s'occupera pendant un certain temps de ses archives personnelles. Déclarée bien d'intérêt culturel et soumise à la restriction du Ministère de la Culture, la villa est transformée en maison-musée Alberto Sordi avec des objets et des archives papiers et cinématographiques (5 500 films). Il avait également acheté une villa à Castiglioncello en 1962, revendue en 1997, où il passait l'été. Il possédait aussi quelques appartements à Paris et divers terrains à Rome et dans les environs, dont l'un, à Trigoria, qu'il avait en partie vendu et en partie donné pour la construction du Campus universitaire Bio-Medico, où fut également construit le Centro per la Salute dell'Anziano (litt. « Centre pour la santé des personnes âgées »), une structure voulue par l'acteur pour l'assistance médicale et la recherche appliquée sur les pathologies des personnes âgées. Ce centre et d'autres initiatives philanthropiques dont Sordi fut l'un des protagonistes sont encore gérés par la fondation qui porte son nom,.
Il reste également réservé en matière d'opinions politiques, bien qu'il ait une sympathie évidente pour l'homme politique démocrate-chrétien Giulio Andreotti, qui est apparu dans le film Il tassinaro. En 1996, une rumeur circule selon laquelle Sordi voudrait se présenter comme maire de Rome, défiant Francesco Rutelli Comme le rapporte le Corriere della Sera, le 23 novembre de la même année, il participe à un épisode de l'émission Tappeto volante de Luciano Rispoli (it) sur Telemontecarlo, dans lequel il déclare : « Il sindaco non si deve preoccupare: io sono stato, sono e resterò attore fino alla fine dei miei giorni » (litt. « Que le maire ne s'inquiète pas : j'ai été, je suis et je resterai un acteur jusqu'à la fin de mes jours »). Le 15 juin 2000, jour de son quatre-vingtième anniversaire, le maire de Rome Rutelli lui remet néanmoins symboliquement l'écharpe tricolore, le nommant maire honoraire d'un jour de la capitale italienne, dont il a, au cours de sa carrière, raillé gaillardement les vices et les fausses vertus.
En matière de passion footballistique, il n'a jamais fait mystère d'être un grand supporter de l'AS Roma, ne manquant pas d'afficher cette passion dans certains films.

## Postérité et hommages

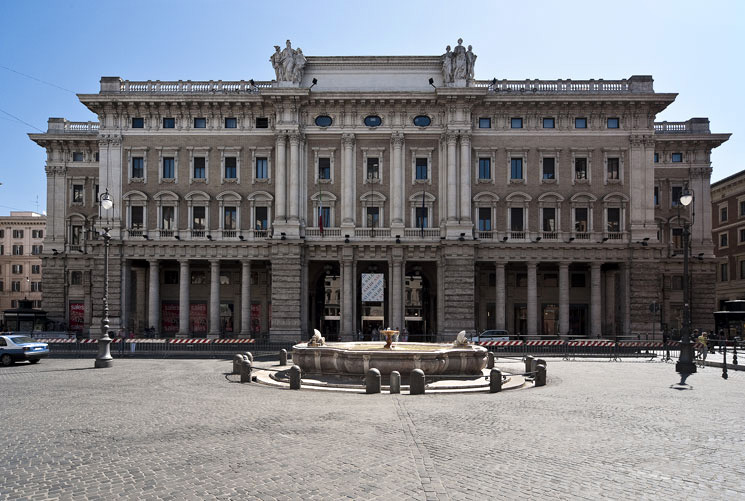
Galleria Alberto Sordi (extérieur)

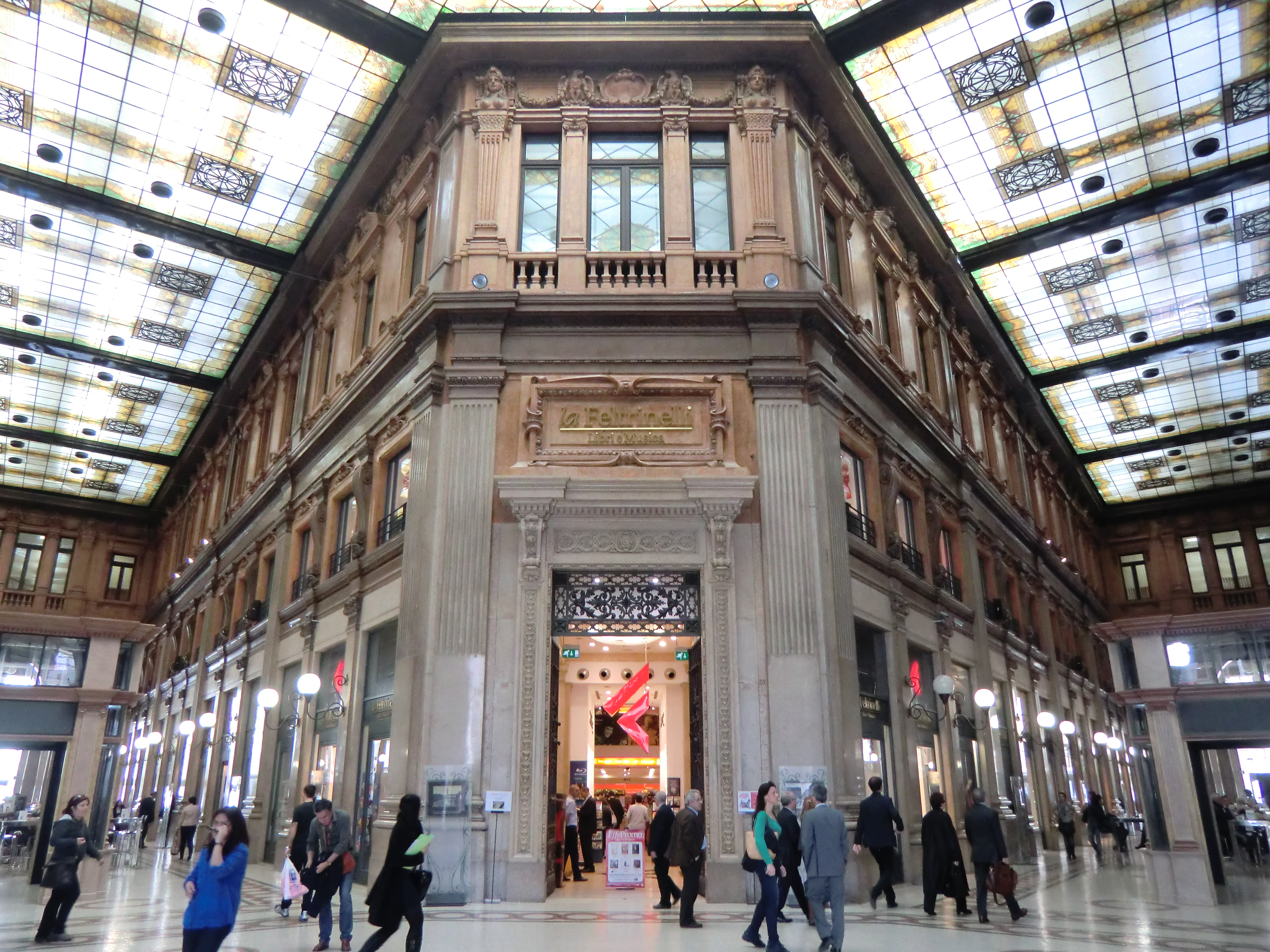
Galleria Alberto Sordi (intérieur)

En 1999, il a reçu le prix Reggia d'oro, conçu par le réalisateur Angelo Antonucci, pour son premier grand rôle dans le film I tre aquilotti, dont l'action se déroule au palais de Caserte.
Le 7 décembre 2003, la Galleria Colonna, restaurée à Rome, a été baptisée de son nom, devenant ainsi la Galleria Alberto Sordi. Toujours à Rome, une avenue dédiée à Alberto Sordi a été inaugurée à Villa Borghèse le 16 février 2013, en présence de la sœur de l'acteur, Aurelia, et du maire Gianni Alemanno. La ville de Grosseto a dédié à Alberto Sordi l'avenue principale du nouveau quartier de Casalone, ainsi qu'à Cagliari - Pirri (it), Tarente, Noceto (province de Parme), à Jesolo (province de Venise) ; à Castiglioncello (province de Livourne), où il passait souvent ses vacances, une promenade en bord de mer lui a été dédiée. Vigevano (province de Pavie), Guidonia Montecelio (province de Rome), Orta di Atella (province de Caserte), Sabaudia (province de Latina), Capaci (province de Palerme), Misterbianco (province de Catane), Ponte San Giovanni (province de Pérouse), San Nicola la Strada (province de Caserte), Grugliasco (province de Turin), Valenzano (province de Bari), Frosinone, Raguse et Tarente lui ont également dédié une rue.
Le film Gente di Roma (2003) d'Ettore Scola est dédié à Alberto Sordi.
Depuis 2004, le prix spécial Leggio d'oro Alberto-Sordi est décerné aux acteurs qui se sont distingués dans les domaines du doublage, du théâtre, de la télévision ou du cinéma. Ce prix est décerné lors de l'édition annuelle du Leggio d'oro et a été dédié à l'acteur parce qu'il a été le premier lauréat du même prix en 1995, pour le doublage d'Oliver Hardy dans Laurel et Hardy,.
En 2011, le Festival international du film de Bari a décerné un prix portant le nom d'Alberto Sordi au meilleur acteur dans un second rôle parmi les films du festival.
Une école a été dédiée à Alberto Sordi à Rome, l'Istituto comprensivo Alberto-Sordi, né de l'union des Scuole Medie Statali PierLuigi Nervi sur la Piazzale Hegel et Giacomo Puccini sur la Piazza Giuseppe Gola.
Du 14 février au 31 mars 2013, le Vittoriano de Rome accueille l'exposition Alberto Sordi e la sua Roma (litt. « Alberto Sordi et sa Rome »), principalement consacrée à son rapport avec sa ville natale.
En 2017, une exposition de photographies, de costumes et une série de films sur certains de ses films emblématiques ont été organisées à Buenos Aires.
Un astéroïde, (83657) Albertosordi, lui a été dédié.
À l'occasion du centenaire de sa naissance, est sorti en 2020 le film pour la télévision Permette? Alberto Sordi de Luca Manfredi.

## Émission de télévision
- Ritratto d'attore, Alberto Sordi par Fernaldo Di Giammatteo, retransmis le 7 juin 1959.
- Partecipazione straordinaria, réalisé par Salvatore Baldazzi (1979)
- Storia di un italiano (it) (Rete 2, 1979-1981; Rai 2, 1986)
- Miss Italie (Rai 1, 1999)
- In ordine alfabetico  (Canale 5, 1999)

## Théâtre
- 1936-1937 : San Giovanni, Compagnie de Aldo Fabrizi et Anna Fougez
- 1938-1939 : Ma in campagna è un'altra... rosa, Compagnie de Guido Riccioli et Nanda Primavera
- 1941-1942 : Tutto l'oro del mondo, Compagnie de Guido Fineschi et Maria Donati
- 1942-1943 : Teatro della caricatura, aux côtés de Fanfulla
- 1943-1944 : Ritorna Za-Bum de Marcello Marchesi, mis en scène par Mario Mattoli
- Sai che ti dico ? de Marcello Marchesi, mise en scène de Mario Mattoli
- 1944-1945 : Un mondo di armonie, revue musicale de Alberto Semprini
- Imputati... alziamoci! de Michele Galdieri
- 1945-1946 : Soffia so'... de Pietro Garinei et Sandro Giovannini
- Soffia so'... no. 2 de Pietro Garinei et Sandro Giovannini
- 1947-1948 : E lui dice... de Benecoste, mise en scène de Oreste Biancoli et Adolfo Celi
- 1952-1953 : Gran baraonda' de Pietro Garinei et Sandro Giovannini, aux côtés de Wanda Osiris

## Dramatique radio de l'EIAR
- Le avventure di Pinocchio, récit en série pour les écoles primaires, mars 1942.
- La leggenda di Francesca, tragédie joyeuse de Guglielmo Guasta, musique de Zita Lana et Alberto Montanaro, avec Alberto Sordi, Gustavo Conforti, orchestre Spaggiari, dirigée par Silvio Gigli, diffusée le 15 mars 1942.
- La leggenda della civiltà...E il fuoco ride!, fantaisie radiophonique de Riccardo Aragno, orchestre Manno, avec Rina Franchetti, Wanda Tettoni, Alberto Sordi, Gustavo Conforti, réalisée par Silvio Gigli, diffusée le 20 mars 1942.
- Paradiso per tutti, revue de Mario Brancacci et De Matteo, orchestre Spaggiari, avec Wanda Tettoni, Alberto Sordi, Aleardo Ward, réalisée par Silvio Gigli, diffusée le 15 avril 1942.
- Il gioco dell'oca, fantaisie musicale de Riccardo Morbelli, orchestre Spaggiari, avec Rina Franchetti, Alberto Sordi, Barbara Landi, Wanda Tettoni, mise en scène de Silvio Gigli, diffusion le 22 avril 1942.

## Dramatique radio de laRai
- La fu signora suocera de Georges Feydeau, farce avec Laura Carli, Stefano Sibaldi, Alberto Sordi, Zoe Incrocci réalisée par Alberto Casella, diffusée le 28 février 1949.
- Vi parla Alberto Sordi, émission hebdomadaire (1947-1950)
- Alberto Sordi al microfono, émission hebdomadaire (janvier 1952 - février 1952)
- Il teatrino di Alberto Sordi, émission hebdomadaire (6 mai - 24 juin 1952)
- Io, Alberto Sordi, émission hebdomadaire (1968)
- Il conte Claro, dans Gran varietà (it), émission hebdomadaire, avec Gianni Agus et Wanda Tettoni (1969-1970)

## Compositions et chants
Le premier contact de Sordi avec la musique a déjà eu lieu entre 1939 et 1942, période pendant laquelle le film Laurel et Hardy conscrits a été doublé et distribué. Il y a doublé Oliver Hardy, doublant également une petite chanson, Guardo gli asini che volano nel ciel (litt. « Je regarde les ânes voler dans le ciel »), une reprise de A Zonzo d'Ernesto Bonino (it). Il a chantées autour des années 1940 des chansons satiriques légères ou plutôt des « rythmes lents » qu'il a écrites et attribuées à son pseudonyme Maestro Gambara. Quelques-unes d'entre elles : Nonnetta, Carcerato, Cerco una donna, Il bimbo che non conobbe infanzia, L'alpino. Certaines d'entre elles sont reprises en 1957 dans l'émission Carosello, dans les sketches pour l'entreprise viticole Gancia (it), les seuls épisodes qui le voient comme protagoniste de cette célèbre émission publicitaire.
- 1942 : Guardo gli asini che volano nel ciel (Gino Filippini) chanté par Alberto Sordi dans le film Laurel et Hardy conscrits avec Oliver Hardy.
- 1966 : You never told me (Alberto Sordi, Piero Piccioni) chantée par Julie Rogers dans le film Fumo di Londra et en italien par Mina avec le titre Breve amore.
- 1966 : Richmond bridge (Alberto Sordi, Piero Piccioni) chantée par Lydia MacDonald (it) dans le film Fumo di Londra
- 1967 : Walk song (Alberto Sordi, Piero Piccioni) chantée par Lydia MacDonald dans le film Un italiano in America et en italien par Christy avec le titre Amore amore amore
- 1969 : Luna non sei nessuna (Alberto Sordi, Piero Piccioni) du film Amore mio aiutami ; Alberto Sordi a chanté la version dérivée de la chanson, également connue sous le nom de Luna non sei più tu
- 1970 : Il presidente del Borgorosso Football Club (single) (Alberto Sordi, Piero Piccioni) - thème du film du même nom
- 1973 : Ma 'ndo... Hawaii? (Alberto Sordi, Piero Piccioni) chanté par Alberto Sordi et Monica Vitti dans le film Poussière d'étoiles
- 1981 : E va'... E va'... (Franco Migliacci/Claudio Mattone)
- 1981 : Mia cara Olimpia... (Alberto Sordi, Nicola Piovani) - courte version chantée du thème Gavotta di Olimpia du film Le Marquis s'amuse

## Discographie
- 1971 – Alberto Sordi (RCA Italiana, PSL 10514)
- 1973 – Alberto Sordi (Music Parade Cetra, LEL 61)
- 1991 – Le canzoni di Alberto Sordi (CGD, 9031 75659-1)
- 1997 – Le canzoni di Alberto Sordi (Mercury Records, 534 869-2)
- 1998 – Splendore dell'acqua con Monica Vitti - (BMG Ricordi, 74321 56713 2)
- 2003 – Storia di un italiano
- 2003 – Le più belle canzoni (Warner Music Italy)
- 2005 – Le più belle canzoni e i ricordi di Alberto Sordi (Warner Strategic Marketing Italy, 5050487-9735-2-7)
- 2007 – Alberto Sordi (Rhino Entertainment)
- 2009 – Comprendi l'importanza? (Twilight Music, TWI CD AS0947)

## Distinctions

### Décorations
- Chevalier grand-croix de l'ordre du Mérite‎ 1re classe (Cavaliere di gran croce dell'Ordine al merito della Repubblica italiana), 16 mars 1994[74]
- Médaille du mérite de la culture et de l'art (Medaglia d'oro ai benemeriti della cultura e dell'arte) 25 mars 2003[75]

### Récompenses
David di Donatello
- 1960 : Meilleur acteur principal - La Grande Guerre
- 1961 : meilleur acteur principal - La Grande Pagaille
- 1966 : meilleur acteur principal - Fumo di Londra
- 1969 : meilleur acteur principal - Le Gynéco de la mutuelle
- 1972 : meilleur acteur principal - Détenu en attente de jugement
- 1973 : meilleur acteur principal - L'Argent de la vieille
- 1977 : meilleur acteur principal - Un bourgeois tout petit petit
- 1981 : Médaille d'or de la ville de Rome
- 1982 : Nomination au titre de meilleur acteur principal - Le Marquis s'amuse
- 1984 : Plaque spéciale
- 1990 : David spécial pour l'ensemble de sa carrière
- 1994 : David spécial pour l'ensemble de sa carrière
- 1999 : David pour l'ensemble de sa carrière

Ruban d'argent
- 1954 : meilleur second rôle - Les Vitelloni
- 1956 : meilleur acteur principal - Le Célibataire
- 1959 : nomination pour le meilleur acteur principal - Il marito
- 1960 : Meilleur acteur - La Grande Guerre
- 1961 : nomination pour le meilleur acteur principal - La Grande Pagaille
- 1962 : Nomination pour le meilleur acteur principal - Une vie difficile
- 1963 : Nomination pour le meilleur acteur principal - Mafioso
- 1968 : Nomination pour le meilleur acteur principal - Un Italien en Amérique
- 1970 : Nomination pour le meilleur second rôle - Les Conspirateurs
- 1972 : Nomination pour le meilleur acteur principal - Bello, onesto, emigrato Australia sposerebbe compaesana illibata
- 1977 : Nomination pour le meilleur acteur principal - Un bourgeois tout petit petit
- 1981 : Nomination pour le meilleur acteur principal - Moi et Catherine
- 1984 : Nomination pour le meilleur acteur principal - Il tassinaro
- 1995 : Ruban d'argent pour l'ensemble de sa carrière
- 2003 : Ruban d'argent spécial (à titre posthume)

Mostra de Venise
- 1959 : Prix spécial : Pour son interprétation - La Grande Guerre
- 1995 : Lion d'or pour l'ensemble de sa carrière
- 2001 : Prix Pietro Bianchi

Berlinale
- 1972 : Ours d'argent du meilleur acteur - Détenu en attente de jugement

Festival international du film de Moscou
- 1983 : Nomination au Grand Prix - Je sais que tu sais
- 1983 : Prix spécial : Pour la contribution au cinéma - Je sais que tu sais

Festival international du film de Chicago
- 1982 : Nomination pour le Hugo d'or - Je sais que tu sais

Festival international du film d'Acapulco
- 1963 : Meilleur acteur - Mafioso
- 1963 : Meilleur acteur - L'Amour à la suédoise

Prix Vittorio De Sica
- 1979 : Prix de l'acteur du cinéma italien
- 2001 : Prix d'interprétation du cinéma italien

Festival du film d'art
- 1996 : Prix de l'acteur

Festival du film de Taormine
- 1990 : Prix Cariddi pour l'ensemble de sa carrière
- 2001 : Prix du diamant

Festival du film de Giffoni
- 1994 : Prix François Truffaut

Prix Flaiano
- 1992 : Prix pour l'ensemble de ses réalisations

Telegatto
- 1994 : Prix pour l'ensemble de ses réalisations

Globo d'oro
- 1960 : Prix spécial du jury - La Grande Pagaille
- 1969 : Meilleur acteur - Le Gynéco de la mutuelle
- 1981 : meilleur acteur - Moi et Catherine
- 1982 : Meilleur acteur - Le Marquis s'amuse
- 2000 : Prix pour l'ensemble de sa carrière

Golden Globes
- 1963 - Nomination dans la catégorie Meilleur acteur dans un film comique ou musical pour Le Meilleur Ennemi
- 1964 - Meilleur acteur dans un film comique ou musical pour L'Amour à la suédoise
- 1966 - Nomination au titre de meilleur acteur dans un film comique ou musical pour Ces merveilleux fous volants dans leurs drôles de machines

BAFTA
- 1962 - Nomination dans la catégorie Meilleur acteur étranger pour Le Meilleur Ennemi

Grolla d'oro
- 1958 : meilleur acteur - Il marito et Ladro lui, ladra lei
- 1961 : meilleur acteur - La Grande Pagaille
- 1966 : Prix spécial - Fumo di Londra
- 1977 : meilleur acteur - Un bourgeois tout petit petit
- 1989 : Prix pour l'ensemble de sa carrière
- 1995 : Meilleur acteur - Le Roman d'un jeune homme pauvre

Una vita per il cinema (it)
- 1959 : Médaille d'or
- 1969 : Victoire ailée
- 1970 : Victoire de Samothrace
- 1971 : Victoire de Samothrace
- 1977 : Victoire de Samothrace
- 1986 : Victoire de Samothrace
- 1991 : Victoire de Samothrace

Leggio d'oro
- 1995 : Mention spéciale

Ciak d'oro
- 1986 : Nomination pour le meilleur second rôle - Troppo forte